# 中原禮
中原禮（日语：、1964年3月17日—），是日本東京都出身的漫画家、機械設計師、演出家。

## 人物
自述学生時代受富野由悠季的作品洗礼。在模型雜誌《DUAL MAGAZINE》的漫画「特羅迪亞小娜娜」出道，当時筆名，也開始動畫師與玩具設計工作。曾是伊東岳彥麾下工作室「Morning Star」成員。
經週刊漫画助手、雜誌作家和插畫描繪等職務，直到《NG騎士檸檬汽水&40》時拔擢擔任機械設計，成為動畫設計與漫画家至今。

## 作品

### 漫画
- 特羅迪亞小娜娜（デロイアナナちゃん，1983年） ※
- 機動戰士GUNDAM F90（機動戦士ガンダムF90，1991年）
- KO世紀三獸士（KO世紀ビースト三獣士，1992年）
- NG騎士檸檬汽水&40 EX2 搖搖銀河帝国 大混戰（NG騎士ラムネ&40 EX2 ユラユラ銀河帝国 大混戦，1993年）
- 機動戰士GUNDAM MS的年代（機動戦士ガンダム MSジェネレーション，1993年）
- X-MEN 3、11（1994年）
- 宇宙騎士BLADE II（宇宙の騎士テッカマンブレードII，1995年）
- 聖刻邪塔傳（聖刻邪塔伝ヴェントストラーダ，1994-1995年，連載中止）

### 電視動畫
- NG騎士檸檬汽水&40（NG騎士ラムネ&40，1990年，機械設計）
- 宇宙騎士BLADE（宇宙の騎士テッカマンブレード，1992年，機械設計）
- 碧奇魂（BLUE SEED，1994年，機械設計）
- 機動戰艦（機動戦艦ナデシコ，1996年，機械設計）
- 進化戰記（ベターマン，1999年，設計工作、第23話分鏡）
- 星方天使（星方天使エンジェルリンクス，1999年，機械設計）
- BRIGADOON 瑪琳與梅蘭（BRIGADOON まりんとメラン，2000年，設計工作）
- 無敵王（無敵王トライゼノン，2000年，機械設計及作畫監督）
- 奇鋼仙女樓蘭（奇鋼仙女ロウラン，2002-2003年，機械設計）
- ZEGAPAIN（ゼーガペイン，2006年，機械設計&協力&第23話分鏡&原畫）
- 神曲奏界（神曲奏界ポリフォニカ，2006年，機械設計&第1期7、11及12話分鏡）
- 遊戲王5D's（遊☆戯☆王5D's，2006年，第15、84話分鏡）
- 真魔神 衝擊！Z篇 （真マジンガー 衝撃！Z編，2009年，分鏡&演出、第1話機械設計） ※
- RIDEBACK（2009年，設計協力&第8話分鏡）
- 戰鬥司書（戦う司書 The Book of Bantorra，2009年，機械作畫監督&第10話分鏡&演出）
- 靈異E接觸（レベルE，2011年，小道具設計&分鏡&原畫&過場畫面）
- 妖狐×僕SS（妖狐×僕SS，2012年，妖怪設計&原畫） ※第7話
- 輪迴的拉格朗日 season2（輪廻のラグランジェ season2，2012年，第4話分鏡）
- 百花繚亂 SAMURAI BRIDE（百花繚乱 サムライブライド，2013年，第2、12話分鏡）
- 靈裝戰士（ガイストクラッシャーサブ，2013年，副機械道具設計&第6話分鏡）
- 革命機Valvrave 第2季（革命機ヴァルヴレイヴ 2ndシーズン，2013年，第16話演出）
- JoJo的奇妙冒險 星塵鬥士（ジョジョの奇妙な冒険 スターダストクルセイダース，2014年，第13話分鏡／第6、7、12、13話設計協力）
- 絕命制裁X （トリアージX，2015年，小道具設計協力）
- WWW.WORKING!!（2016年，第3話演出）
- 驚爆危機！Invisible Victory（2018年，第10話演出、機械演出、原畫）
- 殺戮的天使（2018年，第12話分鏡）
- 籃球少年王（2019年，第8話分鏡）
- 花樣滑冰Stars（2021年，第9話分鏡）

### OVA
- KO世紀三獸士（KO世紀ビースト三獣士，1992年，機械設計&美術設定）
- NG騎士檸檬汽水&40 EX（NG騎士ラムネ&40 EX，1991年，機械設計）
- NG騎士檸檬汽水&40 DX（NG騎士ラムネ&40 DX，1993年，機械設計）
- 宇宙騎士BLADE II（宇宙の騎士テッカマンブレードII，1994-1995年，機械設計）
- 碧奇魂2（BLUE SEED 2，1996年，機械設計）
- 戰術魔法士（ストレイト・ジャケット，2007年，魔族、客串機械設計）

### 電影
- 機動戰艦 The prince of darkness（機動戦艦ナデシコ The prince of dakness，1998年，機械設計）
- FINAL FANTASY（2001年，機械設計）
- 銀髮阿基德（銀色の髪のアギト，2006年，美術設定） ※GONZO、Media Factory官網表記

### 小說插畫
- 驚爆星空（スター・パニック―一日地球防衛軍長官ロリエ，1996年，伊吹秀明著，封面插畫） ※

## 外部連結
- auto strada[]